# Voetbalkampioenschap van Saale-Elster 1923/24
In 1923/24 werd het zevende voetbalkampioenschap van Saale-Elster gespeeld, dat georganiseerd werd door de Midden-Duitse voetbalbond. De voorbije jaren fungeerde de competitie als tweede klasse onder de Kreisliga Saale. De Kreisliga werd ontbonden in 1923 en de vooroorlogse competities werden in ere hersteld onder de nieuwe noemer Gauliga. Enkel Naumburger SpVgg 05 enWeißenfelser SpVgg 03 speelden vorig seizoen in de Kreisliga.
Naumburger SpVgg 05 werd kampioen en plaatste zich voor de Midden-Duitse eindronde. De club versloeg VfB 1909 Eisleben, 1. Jenaer SV 03 en SC Oberlind 06. In de halve finale verloor de club van Hallescher FC Wacker. 

## Gauliga
| Plaats | Club                     | Wed. | W  | G | V  | Saldo | Ptn.  |
| ------ | ------------------------ | ---- | -- | - | -- | ----- | ----- |
| 1.     | Naumburger SpVgg 05      | 14   | 12 | 1 | 1  | 59:12 | 25:3  |
| 2.     | Weißenfelser SpVgg 1903  | 14   | 9  | 3 | 2  | 61:15 | 21:7  |
| 3.     | TuRV 1861 Weißenfels     | 14   | 7  | 1 | 6  | 20:39 | 15:13 |
| 4.     | Zeitzer BC 1903          | 14   | 6  | 2 | 6  | 33:28 | 14:14 |
| 5.     | SpVgg 1910 Zeitz         | 14   | 6  | 2 | 6  | 21:33 | 14:14 |
| 6.     | SC 1903 Weißenfels       | 14   | 6  | 1 | 7  | 32:32 | 13:15 |
| 7.     | BC 1920 Naumburg         | 14   | 4  | 0 | 10 | 21:33 | 8:20  |
| 8.     | VfB Rudelsburg Bad Kösen | 14   | 1  | 0 | 13 | 4:59  | 2:26  |

|  | Kampioen, geplaatst voor Midden-Duitse eindronde |
|  | Degradatie                                       |

## Promotie play-off
Heen
|  |                     |       |                            |  |
|  | SpVgg 1919 Teuchern | 3 – 3 | FC Fortuna 1923 Weißenfels |  |
|  |                     |       |                            |  |

Terug
|  |                            |       |                     |  |
|  | FC Fortuna 1923 Weißenfels | 0 – 2 | SpVgg 1919 Teuchern |  |
|  |                            |       |                     |  |